# جون بنتلي (عالم حاسوب)
جون بنتلي (بالإنجليزية: Jon Bentley)‏ هو عالم حاسوب أمريكي، ولد في 20 فبراير 1953 في لونغ بيتش في الولايات المتحدة.